# Doreen Valiente
Foto von Doreen Valiente

Link zum Bild

Doreen Valiente (* 4. Januar 1922 in Mitcham, Surrey, England; † 1. September 1999 in Brighton, England) war eine englische Okkultistin und Autorin.
Sie arbeitete für einige Zeit eng mit Gerald Brousseau Gardner zusammen. Neben Gardner galt sie als eine derjenigen Persönlichkeiten, die wesentlich an der Entwicklung der Wicca-Religion durch das Verfassen von Ritualen und Texten mitgewirkt haben.

## Leben
Doreen Valiente wurde als Christin erzogen und besuchte eine Klosterschule. Mit 15 Jahren verließ sie die Klosterschule und weigerte sich, diese jemals wieder zu besuchen. Sie arbeitete später als Sekretärin und beschäftigte sich mit Büchern über Magie und Hexentum von Aleister Crowley, Margaret Murray (Ägyptologin und Völkerkundlerin) und Charles Leland (Volkskundler).
Kurze Zeit nach der Aufhebung des Hexereigesetzes 1952 (England) erfuhr sie durch einen Artikel von Cecile Williamson, dass es noch einen funktionierenden Coven gab, den New Forest Coven. Cecile Williamson, die im Museum für Hexerei auf der Isle of Man arbeitete, bekam daraufhin einen Brief von Valiente und leitete den Brief weiter an Gerald Gardner. Kurz danach lernte sie Gardner kennen. Im Jahr 1953 wurde sie dann in den Coven von Gardner initiiert. Kurze Zeit danach war sie seine Hohepriesterin des New Forest Coven.
Im Jahr 1957 kam es zum Bruch zwischen Gardner und ihr. Sie befürchtete, dass Gardner durch die vermehrte Öffentlichkeitsarbeit den Coven gefährde. Sie verließ mit einigen Mitgliedern den New Forest Coven und gründete mit Ned Grove einen neuen Coven. Valiente wurde dann in den Clan of Tubal-Cain eingeführt, der von Robert Cochrane geleitet wurde. Doch sie verließ den Coven, als sie bemerkte, dass Cochrane sich mehr für Hexensalben interessierte und geringschätzig über gardnerianische Hexen sprach.
Als ihr Mann im Jahr 1972 starb, widmete sich Valiente verstärkt dem Schreiben, ebenso dem Hexentum, weil ein Mitglied des britischen Parlaments versucht hatte, ein erneutes Gesetz gegen Hexerei durchzusetzen, welches eine moderne Hexenverfolgung auslösen konnte. 1980 machte Valiente sich auf die Suche nach Dorothy „Old Dorothy“ Clutterbuck, derjenigen Hohepriesterin, die angeblich Gardner initiiert hatte, um zu beweisen, dass diese umstrittene Frau überhaupt existiert. Eine Studie von Ronald Hutton ergab aber, dass Gardner diesen Namen benutzte, um die wahre Hohepriesterin zu decken. Im Jahr 1999 starb Doreen Valiente an verschiedenen Krankheiten, darunter Krebs, im Alter von 77 Jahren.

## Wirkung
Doreen Valiente gilt bis heute für viele als die Mutter des modernen Heidentums. Sie schrieb viele der heute noch gebräuchlichen Wicca-Rituale. Sie war darin so talentiert, dass Gardner oft zu ihr kam und von ihr verlangte, noch am gleichen Tag ein Ritual für ein bestimmtes Thema auszuarbeiten.
Valiente entdeckte auch von Aleister Crowley übernommene Passagen in Gardners Buch der Schatten. Gardner erklärte, dass die ihm übermittelten Überlieferungen nur bruchstückhaft gewesen seien und er versucht habe diese Lücken auszufüllen; aber wenn sie meine, sie könne es besser, dann solle sie es tun. Valiente nahm ihn beim Wort und änderte viele von Crowleys Passagen und fügte einige von Charles Godfrey Leland stammende Passagen hinzu. Das letztendlich fertiggestellte Buch der Schatten wurde dann die Basis für das Gardnerianische Wicca.

## Werke
- Where Witchcraft Lives, 1962
- An ABC of Witchcraft, 1973
- Natural Magic, 1975 (Natürliche Magie, 2004)
- Witchcraft for Tomorrow, 1978
- The Rebirth of Witchcraft, 1989
- Charge of the Goddess: The Mother of Modern Witchcraft, 2000